# Malanea pariensis
Malanea pariensis är en måreväxtart som beskrevs av Julian Alfred Steyermark. Malanea pariensis ingår i släktet Malanea och familjen måreväxter. Inga underarter finns listade i Catalogue of Life.